# Setmana dels Llibres Prohibits
Setmana dels Llibres Prohibits o en anglès Banned Books Week és una campanya anual de conscienciació promoguda per l'⁣Associació Americana de Biblioteques i Amnistia Internacional, que celebra la llibertat de llegir, crida l'atenció sobre els llibres prohibits i desafiats, i destaca les persones perseguides. Celebrada durant l'última setmana completa de setembre des de 1982, la campanya dels Estats Units "subratlla la importància d'assegurar la disponibilitat d'aquests punts de vista poc ortodoxos o impopulars per a tots els que vulguin llegir-los" i el requisit de mantenir el material disponible públicament perquè les persones poden desenvolupar les seves pròpies conclusions i opinions. La campanya internacional assenyala individus "perseguits pels escrits que produeixen, circulen o llegeixen". Alguns dels esdeveniments que tenen lloc durant la Setmana del Llibre Prohibit són The Virtual Read-Out i The First Amendment Film Festival.
A Catalunya se celebraria oficialment per primera vegada l'any 2015, quan del 3 a l'11 de juny d'aquell any, a El Born Centre Cultural, s'hi celebrà una sèrie d'actes que inclogueren conferències, una fira, tallers i activitats "sobre els títols que han patit algun tipus de censura".

## Història
La Setmana dels Llibres Prohibits va ser iniciada l'any 1982 basant-se en la Primera Esmena per part de l'activista bibliotecària Judith Krug. Krug va dir que l'⁣Associació d'Editors Americans la va posar en contacte amb idees per portar els llibres prohibits "a l'atenció del públic nord-americà" després que aquell any s'haguessin prohibit una "gran quantitat de llibres". Krug va transmetre la informació al Comitè de Llibertat Intel·lectual de l'⁣Associació Americana de Biblioteques, i "sis setmanes després vam celebrar la primera Setmana de Llibres Prohibits".
L'esdeveniment està patrocinat per una coalició d'organitzacions dedicades a la lliure expressió, com ara l'American Booksellers Association⁣; American Library Association; American Society of Journalists and Authors; Association of University Presses; Authors Guild; Comic Book Legal Defense Fund; Foundation for Individual Rights and Expression (FIRE); Freedom to Read Foundation; Index on Censorship; National Coalition Against Censorship; National Council of Teachers of English; PEN America; People For the American Way Foundation; i Project Censored. I, a més, està avalat pel Center for the Book a la Library of Congress. Banned Books Week també rep el suport de DKT Liberty Project i Penguin Random House.
Des del 2011, l'⁣Associació Americana de Bibliotecaris Escolars (AASL) ha designat el dimecres de la Setmana dels Llibres Prohibits com el Dia de Conscienciació dels llocs web prohibits. El seu objectiu és "cridar l'atenció sobre el filtratge massa agressiu dels llocs web educatius i socials utilitzats per estudiants i educadors". A l'enquesta longitudinal nacional de 2012 de l'AASL, el 94% dels enquestats van dir que la seva escola feia servir programari de filtratge, amb la majoria de llocs web bloquejats relacionats amb xarxes socials (88%), missatgeria instantània o xat en línia (74%), jocs (69%) i serveis de vídeo com YouTube (66%). La posició de l'AASL és que "l'aspecte social de l'aprenentatge" és important per als estudiants del segle XXI i que moltes escoles van "més enllà dels requisits establerts per la Comissió Federal de Comunicacions a la seva Llei de protecció d'Internet infantil⁣".
Per a l'esdeveniment de 2022, l'activista estudiantil Cameron Samuels va ser nomenat el primer president honorari juvenil per distribuir llibres prohibits al districte escolar independent de Katy a Texas. L'abril de 2022, PEN America va publicar un informe titulat "Prohibit als EUA" que revelava un augment de la prohibició de llibres als Estats Units des del 2021. També va augmentar l'activisme estudiantil contra la prohibició dels llibres.

## Esdeveniment dels Estats Units

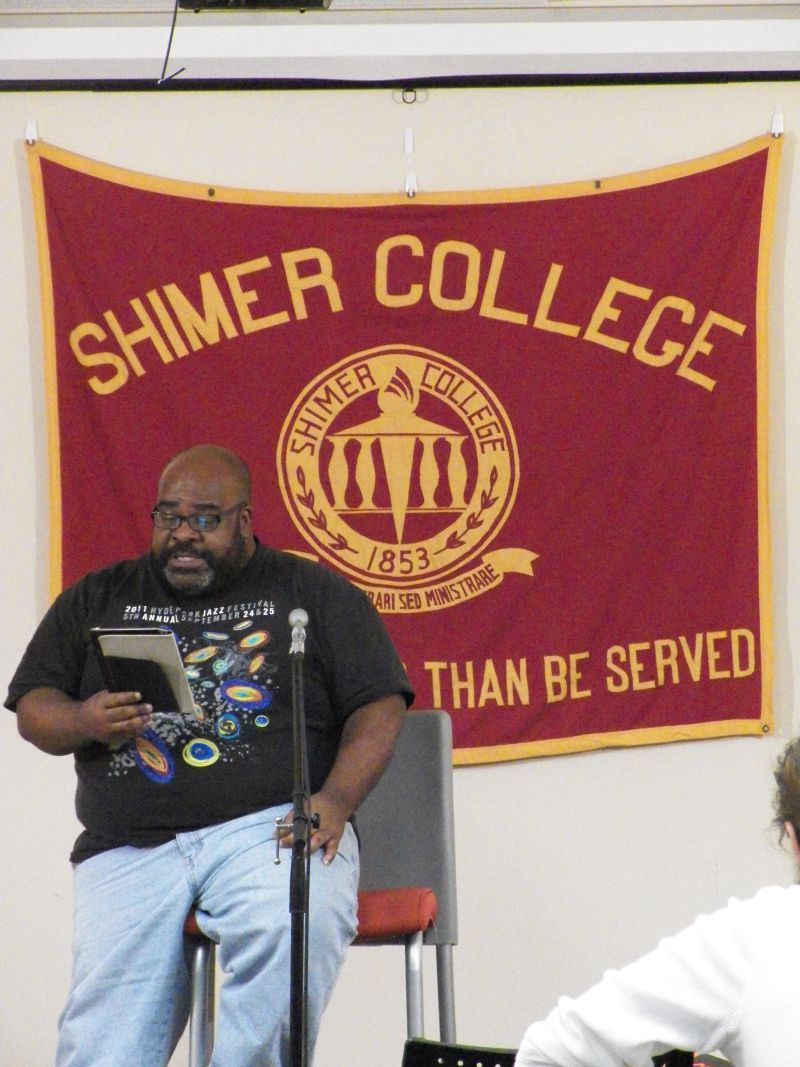
Lectura pública en una Setmana de llibres prohibits al Shimer College

L'esdeveniment s'ha celebrat durant l'última setmana completa de setembre des de 1982. La Setmana dels Llibres Prohibits pretén animar els lectors a examinar obres literàries amb problemes i promoure la llibertat intel·lectual a les biblioteques, escoles i llibreries. El seu objectiu és "ensenyar la importància dels nostres drets de la Primera Esmena i el poder de la literatura, i cridar l'atenció sobre el perill que hi ha quan s'imposen restriccions a la disponibilitat d'informació en una societat lliure". Oferint kits de la Setmana dels llibres prohibits, l'ALA ven cartells, botons i punts de llibre per celebrar l'esdeveniment.
Les instal·lacions educatives celebren els llibres prohibits i qüestionats durant aquesta setmana, sovint creant exposicions i programes al voltant de la campanya de conscienciació. A més, els llibreters patrocinen activitats i esdeveniments en suport de la Setmana dels Llibres Prohibits. Alguns minoristes creen aparadors, mentre que d'altres conviden autors de materials prohibits i desafiats a parlar a les seves botigues, a més de finançar concursos anuals d'assaigs sobre la llibertat d'expressió. Les instal·lacions educatives i els llibreters també patrocinen "lectures", que permeten als participants llegir en veu alta passatges dels seus llibres prohibits favorits.

## Esdeveniment internacional
Amnistia Internacional celebra la Setmana dels Llibres Prohibits dirigint l'atenció a les persones "perseguides a causa dels escrits que produeixen, circulen o llegeixen". El seu lloc web documenta anualment "casos focals" que mostren persones que han estat assassinades, empresonades o assetjades d'una altra manera per les autoritats nacionals d'arreu del món, i insta a la gent a "prendre mesures" per ajudar-lo en col·laboració amb la seva "Xarxa d'Acció Urgent", posant-se en contacte amb les autoritats sobre violacions dels drets humans. També proporcionen actualitzacions de casos d'anys anteriors, donant una història i l'estat actual de les persones presumptament perseguides pels seus escrits. Els casos inclouen individus d'⁣Azerbaidjan, Xina, Cuba, Egipte, Gàmbia, Iran, Myanmar, Rússia i Sri Lanka.

## Recepció i crítica
L'esdeveniment ha estat elogiat per celebrar la llibertat que ofereix la Primera Esmena a la Constitució dels Estats Units. Els esdeveniments públics on es llegeixen en veu alta llibres prohibits i impugnats se celebren habitualment per celebrar l'esdeveniment. L'acte internacional organitzat per Amnistia Internacional també ha estat elogiat per recordar a la gent el preu que paguen algunes persones per expressar opinions controvertides.
El columnista del Boston Globe Jeff Jacoby va observar que la gran quantitat de llibres de la llista eren llibres que simplement eren qüestionats (principalment pels pares per violència, llenguatge, sexualitat o adequació a l'edat), en realitat no es van eliminar.
Mitchell Muncy, escrivint a The Wall Street Journal, diu que la censura que es protesta en l'esdeveniment no existeix i que els llibres no estan prohibits als Estats Units. Camila Alire, expresidenta de l'ALA, va respondre que la Banned Books Week destaca "els centenars d'intents documentats de suprimir l'accés a la informació que tenen lloc cada any als Estats Units" i que "quan es demana a la biblioteca que restringeixi l'accés a altres persones, i que això sí que reflecteix un intent de censura".
L'exconseller de l'ALA Jessamyn West va dir:
| «                                                                                        | (anglès) It also highlights the thing we know about Banned Books Week that we don't talk about much—the bulk of these books are challenged by parents for being age-inappropriate for children. While I think this is still a formidable thing for librarians to deal with, it's totally different from people trying to block a book from being sold at all. | (català) També destaca el que sabem sobre la Setmana dels Llibres Prohibits del qual no parlem gaire: la majoria d'aquests llibres són assenyalats pels pares perquè no són adequats per a l'edat dels nens. Tot i que crec que això encara és un tema formidable per als bibliotecaris, és totalment diferent de la gent que intenta bloquejar la venda d'un llibre. | » |
| — Banned Books Week is next week – librarian.net, Jessamyn West (21 de setembre de 2016) | | |   |

Doug Archer, bibliotecari i expresident del Comitè de Llibertat Intel·lectual de l'ALA, respongué que aquestes crítiques no aborden de manera justa l'amenaça de la censura:
| «                                                                           | (anglès) The argument goes thusly. Most books on the annual ALA list of banned and challenged books were "only" challenged, never banned. Even if some were removed from libraries, they are still available for purchase in bookstores. Therefore, censorship hasn't really happened because the government hasn't banned the books. .... Just because libraries and librarians have been so good at defending the freedom of the public to read as they choose, means that we're being dishonest? No, it just means we're doing our job. | (català) L'argument va així. La majoria dels llibres de la llista anual de llibres prohibits i impugnats de l'ALA van ser "només" desafiats, mai prohibits. Tot i que alguns es van retirar de les biblioteques, encara estan disponibles per a la compra a les llibreries. Per tant, la censura no ha passat realment perquè el govern no ha prohibit els llibres... Que les biblioteques i els bibliotecaris hagin estat tan bons defensant la llibertat del públic de llegir com vulguin, vol dir que estem sent deshonestos? No, només vol dir que estem fent la nostra feina. | » |
| — A Pet Peeve - Intellectual Freedom Blog, Doug Archer (17 de juny de 2019) | | |   |

Focus on the Family, una organització cristiana conservadora, desafia regularment la Setmana dels Llibres Prohibits, afirmant que els llibres no estan realment prohibits i que les polítiques de les biblioteques són "anti famílies". Tom Minnery, vicepresident de polítiques públiques, va dir: "L'ALA ha perpetrat de manera irresponsable la mentida dels llibres 'prohibits' durant massa temps... Res està 'prohibit', però cada any aquesta organització intenta intimidar i silenciar qualsevol pare, professor o bibliotecari que expressi la seva preocupació per l'adequació a l'edat de material sexualment explícit o violent per als escolars". Candi Cushman, analista d'educació de Focus on the Family, va dir que "els pares tenen tot el dret i la responsabilitat d'oposar-se al fet que els seus fills rebin literatura sexualment explícita i pro gai sense el seu permís, especialment en un entorn escolar"; assenyalant que el llibre infantil And Tango Makes Three, sobre pares pingüins del mateix sexe, era un dels llibres al capdavant de la llista més desafiada d'ALA, va criticar l'esdeveniment per la seva "promoció de l'homosexualitat a... nens de 6 o 7 anys contra la seva voluntat". El grup Parents and Friends of Ex-Gays and Gays (PFOX) ha criticat de la mateixa manera l'ALA per no utilitzar l'esdeveniment per defensar els llibres d'ex gais o els que s'oposen al matrimoni entre persones del mateix sexe als Estats Units.
La Banned Books Week va ser criticada per Ruth Graham a Slate, que va argumentar que la retòrica al voltant de l'esdeveniment sovint combina qüestions com la prohibició de llibres en una biblioteca pública versus una biblioteca escolar. Va escriure que confon el no incloure material als plans d'estudis amb la disponibilitat general a una biblioteca. Creu que, tot i que valdria la pena destacar els casos de censura, l'èmfasi hauria de posar l'accent en una celebració del nombre mínim de llibres prohibits.
En resposta, Maddie Crum de The Huffington Post va escriure en defensa de la Banned Books Week, dient que la celebració de la Banned Books Week augmenta la consciència de la importància de la lliure expressió a la societat. Va elogiar el paper dels bibliotecaris i va escriure que "Fan el treball darrere de les escenes que garanteix que els reptes no es converteixin en prohibicions".